# Cúp bóng đá châu Đại Dương 1973
Cúp bóng đá châu Đại Dương 1973 là cúp bóng đá châu Đại Dương lần đầu tiên, diễn ra ở New Zealand từ 17 đến 24 tháng 2 năm 1973. Tất cả các trận đấu đều diễn ra ở Newmarket Park, Auckland, với năm đội tuyển tham dự là: New Zealand, Nouvelle-Calédonie, Tahiti, Tân Hebrides (còn được biết đến là Vanuatu) và Fiji.
Chủ nhà New Zealand giành chức vô địch đầu tiên, sau khi vượt qua Tahiti 2–0 ở trận chung kết.

## Địa điểm
| Auckland |                          |
| Auckland | Auckland                 |
| -------- | ------------------------ |
| Auckland | Newmarket Park           |
| Auckland | Sức chứa: Không xác định |

## Vòng bảng
|   | Đội                | Tr | T | H | B | BT | BB | Đ |
| - | ------------------ | -- | - | - | - | -- | -- | - |
| 1 | New Zealand        | 4  | 3 | 1 | 0 | 11 | 4  | 7 |
| 2 | Tahiti             | 4  | 2 | 2 | 0 | 7  | 2  | 6 |
| 3 | Nouvelle-Calédonie | 4  | 2 | 0 | 2 | 8  | 5  | 4 |
| 4 | Tân Hebrides       | 4  | 1 | 1 | 2 | 4  | 8  | 3 |
| 5 | Fiji               | 4  | 0 | 0 | 4 | 2  | 13 | 0 |

## Kết quả thi đấu
| Tahiti                          | 2–1     | Nouvelle-Calédonie |
| ------------------------------- | ------- | ------------------ |
| Erroll Bennett · Alexis Tumahai | Summary | Roger Mandin       |

| New Zealand                                                           | 5–1     | Fiji           |
| --------------------------------------------------------------------- | ------- | -------------- |
| Brian Turner · David Taylor · Geoff Brand · Malcolm Bland · Alan Vest | Summary | Terio Vakatawa |

| Nouvelle-Calédonie                        | 4–1     | Tân Hebrides  |
| ----------------------------------------- | ------- | ------------- |
| Jean Hmae · Segin Wayewol · Pierre Wacapo | Summary | Michael Dupuy |

| New Zealand | 1–1     | Tahiti         |
| ----------- | ------- | -------------- |
| Alan Vest   | Summary | Erroll Bennett |

| Nouvelle-Calédonie | 2–0     | Fiji |
| ------------------ | ------- | ---- |
| Segin Wayewol      | Summary |      |

| Tahiti | 0–0     | Tân Hebrides |
| ------ | ------- | ------------ |
|        | Summary |              |

| Tân Hebrides                 | 2–1     | Fiji              |
| ---------------------------- | ------- | ----------------- |
| Alick Saurei · Jacky Valette | Summary | Josateki Kurivitu |

| New Zealand                  | 2–1     | Nouvelle-Calédonie |
| ---------------------------- | ------- | ------------------ |
| Alan Marley · Colin Latimour | Summary | Jean Xowie         |

| Tahiti                                                                 | 4–0     | Fiji |
| ---------------------------------------------------------------------- | ------- | ---- |
| Claude Carrara · Harold Ng Fok · Gilles Malinowski · Roland de Marigny | Summary |      |

| New Zealand                                 | 3–1     | Tân Hebrides    |
| ------------------------------------------- | ------- | --------------- |
| Malcolm Bland · Brian Hardman · Alan Marley | Summary | Raymond Valette |

### Tranh hạng ba
| Nouvelle-Calédonie         | 2–1     | Tân Hebrides    |
| -------------------------- | ------- | --------------- |
| Gerald Delmas · Jean Xowie | Summary | Charles Galinie |

### Chung kết
| New Zealand                | 2–0     | Tahiti |
| -------------------------- | ------- | ------ |
| David Taylor · Alan Marley | Summary |        |

### Vô địch
| Vô địch Cúp bóng đá châu Đại Dương 1973 New Zealand Lần thứ nhất |

## Danh sách cầu thủ ghi bàn
3 bàn
- Alan Marley
- Segin Wayewol

2 bàn
- Malcolm Bland
- David Taylor
- Alan Vest
- Jean Hmae
- Jean Xowie
- Erroll Bennett

1 bàn
- Josateki Kurivitu
- Terio Vakatawa
- Gerald Delmas
- Roger Mandin
- Pierre Wacapo
- Geoff Brand
- Brian Hardman
- Colin Latimour
- Brian Turner
- Claude Carrara
- Harold Ng Fok
- Gilles Malinowski
- Roland de Marigny
- Alexis Tumahai
- Michael Dupuy
- Charles Galinie
- Alick Saurei
- Jacky Valette
- Raymond Valette